# Aricia bassoni
Aricia bassoni är en fjärilsart som beskrevs av Larsen 1974. Aricia bassoni ingår i släktet Aricia och familjen juvelvingar. Inga underarter finns listade i Catalogue of Life.